# Notiospathius necator
Notiospathius necator är en stekelart som först beskrevs av Fabricius 1804.  Notiospathius necator ingår i släktet Notiospathius och familjen bracksteklar. Inga underarter finns listade i Catalogue of Life.